# Diéthylpropion
 (décembre 2024).
Le diéthylpropion, également connu sous le nom de amfépramone, est un médicament utilisé principalement comme coupe-faim dans le cadre du traitement de l'obésité. Il appartient à la classe des anorexigènes et agit comme un stimulant du système nerveux central.

## Propriétés pharmacologiques
Le diéthylpropion est un stimulant apparenté aux amphétamines. Il agit en augmentant la libération de noradrénaline dans le cerveau, ce qui entraîne une réduction de l'appétit. Il peut également augmenter légèrement les niveaux de dopamine, mais à un degré bien moindre que d'autres stimulants comme la cocaïne ou les amphétamines.

## Indications
Le diéthylpropion est prescrit dans le cadre d'un programme de gestion du poids chez les personnes obèses, généralement en complément d'un régime hypocalorique et d'une augmentation de l'activité physique. Il est utilisé à court terme pour favoriser la perte de poids chez des patients ayant un indice de masse corporelle élevé, lorsque d'autres méthodes ont échoué.

## Utilisation
Le diéthylpropion est généralement prescrit pour des périodes courtes, en raison du risque de tolérance et de dépendance. Il est contre-indiqué chez les patients souffrant de troubles cardiovasculaires, d'hypertension sévère, d'hyperthyroïdie, ou chez ceux ayant des antécédents de dépendance aux drogues. L'usage simultané d'autres médicaments stimulants ou de produits comme les inhibiteurs de la monoamine oxydase (IMAO) doit être évité.
Comme d'autres stimulants, le diéthylpropion peut provoquer des effets secondaires tels que :
- Tachycardie
- Hypertension artérielle
- Nervosité
- Insomnie
- Sécheresse buccale
- Vertiges
- Irritabilité

## Législation
Le diéthylpropion est classé comme un médicament psychotrope dans de nombreux pays, et son usage est réglementé en raison de son potentiel d'abus et de dépendance. Il est disponible uniquement sur ordonnance médicale et son utilisation est limitée à des indications précises sous surveillance médicale.

## Alternatives
Les alternatives médicamenteuses au diéthylpropion pour la perte de poids incluent d'autres anorexigènes ou des médicaments agissant sur l'absorption des graisses, tels que : Orlistat ; Phentermine ; Lorcaserin (certains pays).